# Stellidia ofella
Stellidia ofella là một loài bướm đêm trong họ Erebidae.